# Hans Appenzeller (Heimatforscher)
Hans Appenzeller (* 20. Februar 1920 in Grombach; † 5. November 2017) war Gemeinderat, Heimatforscher, Museumsförderer und Ehrenbürger in Sinsheim.

## Leben
Er entstammte einer Bauernfamilie, besuchte die Volksschule in Grombach und machte danach eine Lehre als Raumausstatter in Neckarsulm, wozu er auch die Handelsschule in Heilbronn besuchte. 1939 wurde er zur Wehrmacht eingezogen und erlitt im Frankreichfeldzug eine schwere Rückenverletzung, aufgrund der er 1941 aus der Wehrmacht entlassen wurde. Ab 1941 arbeitete er beim Finanzamt in Sinsheim, leistete ab 1942 aber freiwillig einen zweiten Kriegsdienst als Ersatz für seinen in der Landwirtschaft der Eltern tätigen Bruder. Nach Entlassung aus der Gefangenschaft im Spätjahr 1945 kehrte er in den Finanzdienst zurück und schlug eine Laufbahn beim Finanzamt in Sinsheim ein. Er gehörte ab 1954 dem Gemeinderat von Steinsfurt an und war von 1981 bis 1987 als Nachfolger von Konrad Scheidel Ortsvorsteher von Steinsfurt. Er gehörte außerdem von 1973 bis 1984 dem Kreistag des Rhein-Neckar-Kreises an.
Er engagierte sich bereits in den 1970er Jahren für das Hofgut „Lerchennest“ in Steinsfurt, wo Friedrich der Große 1730 vor seinem Vater zu fliehen versuchte. Das Anwesen wurde 1971 von der Gemeinde Steinsfurt erworben und danach mit Unterstützung des Landes, des Rhein-Neckar-Kreises und der Stadt Sinsheim (in die Steinsfurt 1973 eingemeindet wurde) saniert. Appenzeller zählte noch während der Sanierung 1974 zu den Gründern des Vereins Freunde des Lerchennestes, dem er bis 2006 vorstand und der seit der Eröffnung 1975 ehrenamtlich das zum Museumshof ausgebaute Anwesen betreut.
Zu seinen weiteren heimatgeschichtlichen Interessen zählte die Erforschung der Täufer in Sinsheim und der Juden im Kraichgau. Sein spezielles Interesse galt auch dem aus Steinsfurt stammenden jüdischen Unternehmer Hermann Weil, in dessen Elternhaus in Steinsfurt er lebte. Aus seinen heimatgeschichtlichen Forschungen heraus entstammte schließlich eine mehrbändige Ortschronik über Steinsfurt. Zuletzt widmete er sich der Erforschung der Mühlen in Steinsfurt.
Er erlitt im September 2017 einen Schlaganfall, an dessen Folgen er wenige Wochen später verstarb.

## Publikationen (Auswahl)
- Ortschronik Steinsfurt (4 Bände, ohne ISBN), herausgegeben von der Stadt Sinsheim
  - Alt Steinsfurt in Bildern: ein Stück Zeitgeschichte dokumentiert in 150 Bildern, 1987
  - Kirchen – Konfessionen – Schulen – Kindergärten – Krankenpflege, 1992
  - Die jüdische Gemeinde Steinsfurt: Geschichte der Familie Weil, 1989
  - Von der Entstehung bis zur Gegenwart, 1999
- Steinsfurter Familiennamen, 2005 (zusammen mit Leonhard Weiser und Emil Schumacher)
- Dr. h.c. Hermann Weil – Leben und Wirken 1868-1927, 2012

## Ehrungen
- Bundesverdienstkreuz (1982)
- Karl-Wilhelmi-Ehrenmünze der Stadt Sinsheim (1987)
- Ehrenbürgerschaft der Stadt Sinsheim (2000)
- Ehrenvorsitz des Vereins Freunde des Lerchennestes e.V.
- Ehrenmitgliedschaft des Vereins Alte Synagoge Steinsfurt e.V.